# إلسا لوبيز
إلسا لوبيز (بالإسبانية: Elsa López)‏ هي كاتِبة إسبانية، ولدت في 17 يناير 1943 في مالابو في غينيا الاستوائية.

## وصلات خارجية
- الموقع الرسمي